# David Jones (Politiker, II)
David Jones (* im 20. Jahrhundert) ist ein gambischer Politiker.

## Leben
| Parlamentswahl | Stimmen | Stimmanteil |
| -------------- | ------- | ----------- |
| 1992           | 293     | 10,59 %     |

| Parlamentswahl | Stimmen | Stimmanteil |
| -------------- | ------- | ----------- |
| 1997           | 2.011   | 57,62 %     |

David Jones trat als Kandidat der People’s Democratic Organisation for Independence and Socialism (PDOIS) bei den Parlamentswahlen in Gambia 1992 im Wahlkreis Banjul Central an. Er bekam von vier Kandidaten die drittmeisten Stimmen, Ebrima A. B. N’Jie von der People’s Progressive Party (PPP) konnte den Wahlkreis für sich gewinnen. Bei den folgenden Parlamentswahlen 1997 trat Jones als Kandidat der neu gegründeten Alliance for Patriotic Reorientation and Construction (APRC) im Wahlkreis Banjul South an. Er setzte sich gegen seinen Gegenkandidaten im Wahlkreis, Pa Babou Seedy Njie von der United Democratic Party (UDP), durch und erlangte einen Sitz in der Nationalversammlung. Bei den Wahlen 2007 trat Jones nicht an.